# 응우옌뚜언아인
응우옌뚜언아인(1995년 5월 16일 ~ )는 베트남의 축구 선수이다. 포지션은 미드필더이다.

## 국가대표 경력
그는 2016년 베트남대표팀에 데뷔했다. 그는 국제 A매치 7경기에 출전해서 1골을 득점하였다.